# Слідовий аналіз
Слідовий аналіз (рос. следовый анализ, англ. trace analysis) — у хімії води — аналіз складників, концентрація яких є дуже малою (порядку 0.1 мг г-1 та менше). Для виконання таких аналізів необхідні розчинники та реактиви особливої чистоти.
При виконанні слідового аналізу практикують попереднє концентрування досліджуваного складника (компонента).